# مسجد جامع دامغان
مسجد جامع دامغان بنایی آباد و دایر در شمال خاوری شهر دامغان است.

## تاریخ بنا
تاریخ بنای این مسجد به‌درستی دانسته نیست. گویند این بنا در زمان خلافت مأمون عباسی ساخته شده ولی سند درستی برای اثبات آن در دست نیست. به‌طور کلی تاریخ بنای این مسجد را به پیش از دوره سلجوقیان یا در ابتدای تشکیل این سلسله نسبت می‌دهند.
مسجد جامع جدید دامغان را میرزا محمدخان سپهسالار صدر اعظم قاجار بنا کرده یعنی مسجد خرابه بوده و او دوباره آن را ساخته است.
پس از گذشت بیش از یک قرن این بنا بحال انهدام افتاده بود و توسط یکی از مجتهدین طراز اول ایران شیخ محمد کاظم مهدوی دامغانی در حدود سال ۱۳۴۵ ش بازسازی شد.

## نگارخانه

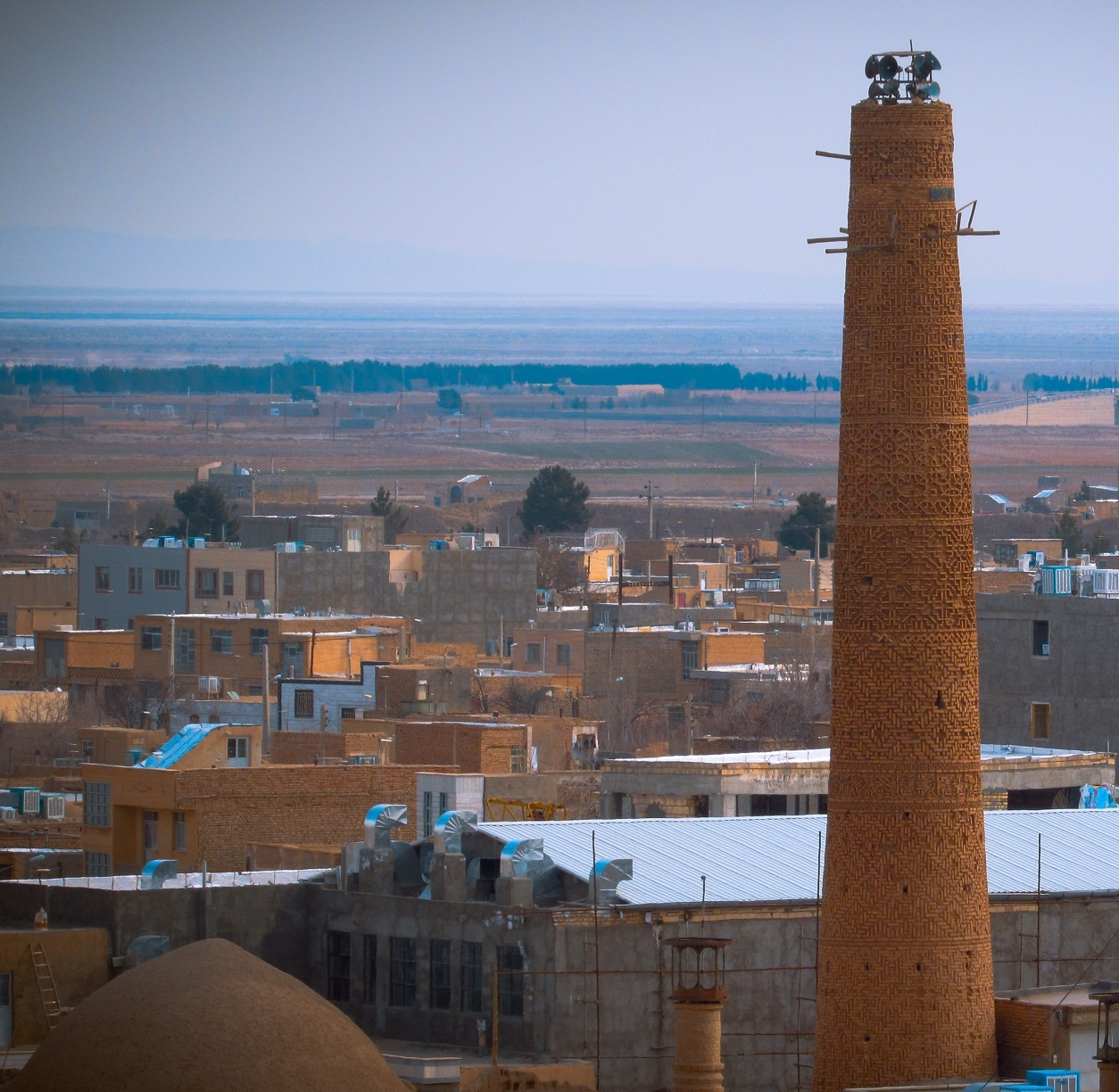
مناره مسجد

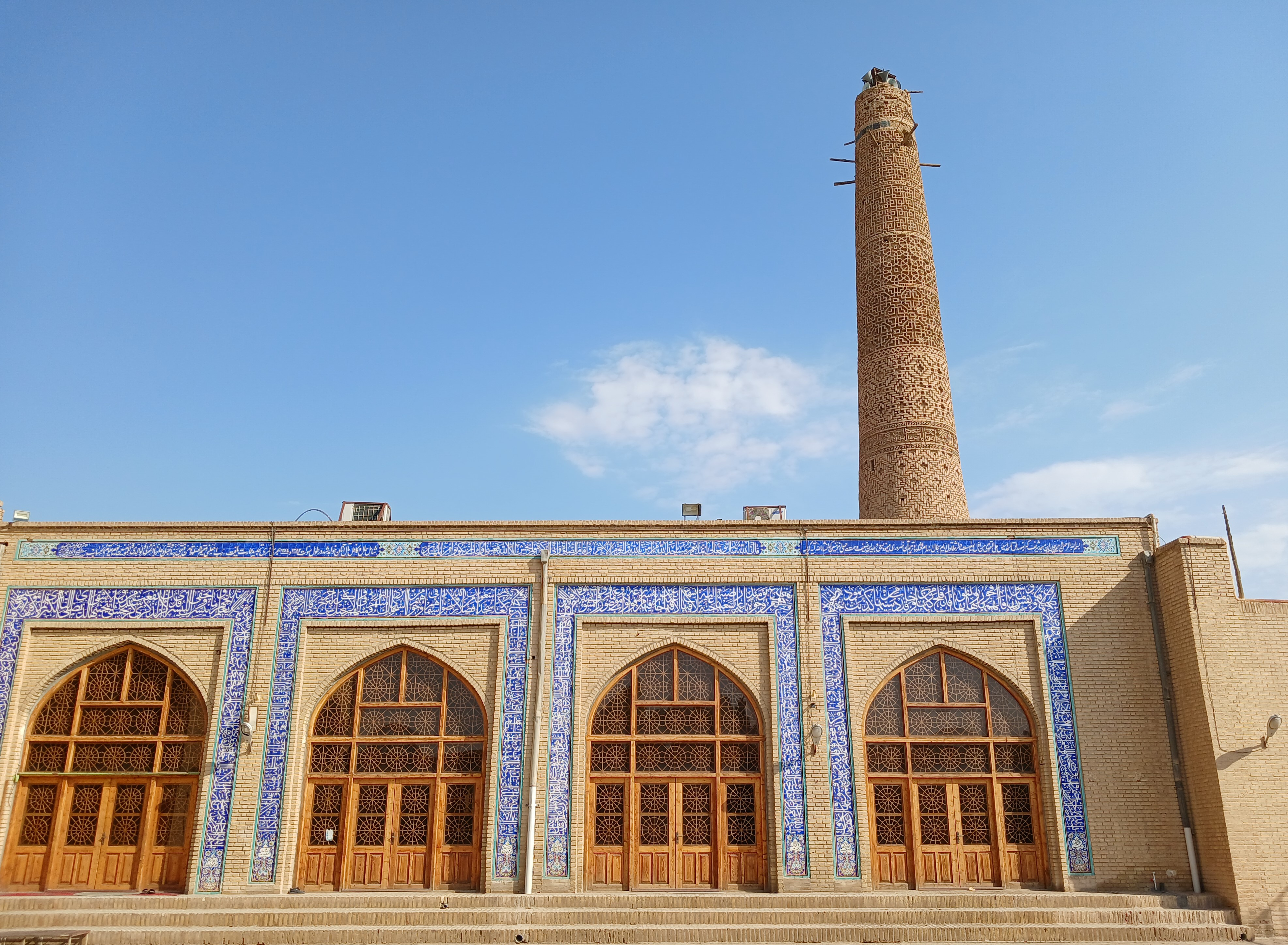
منار مسجد
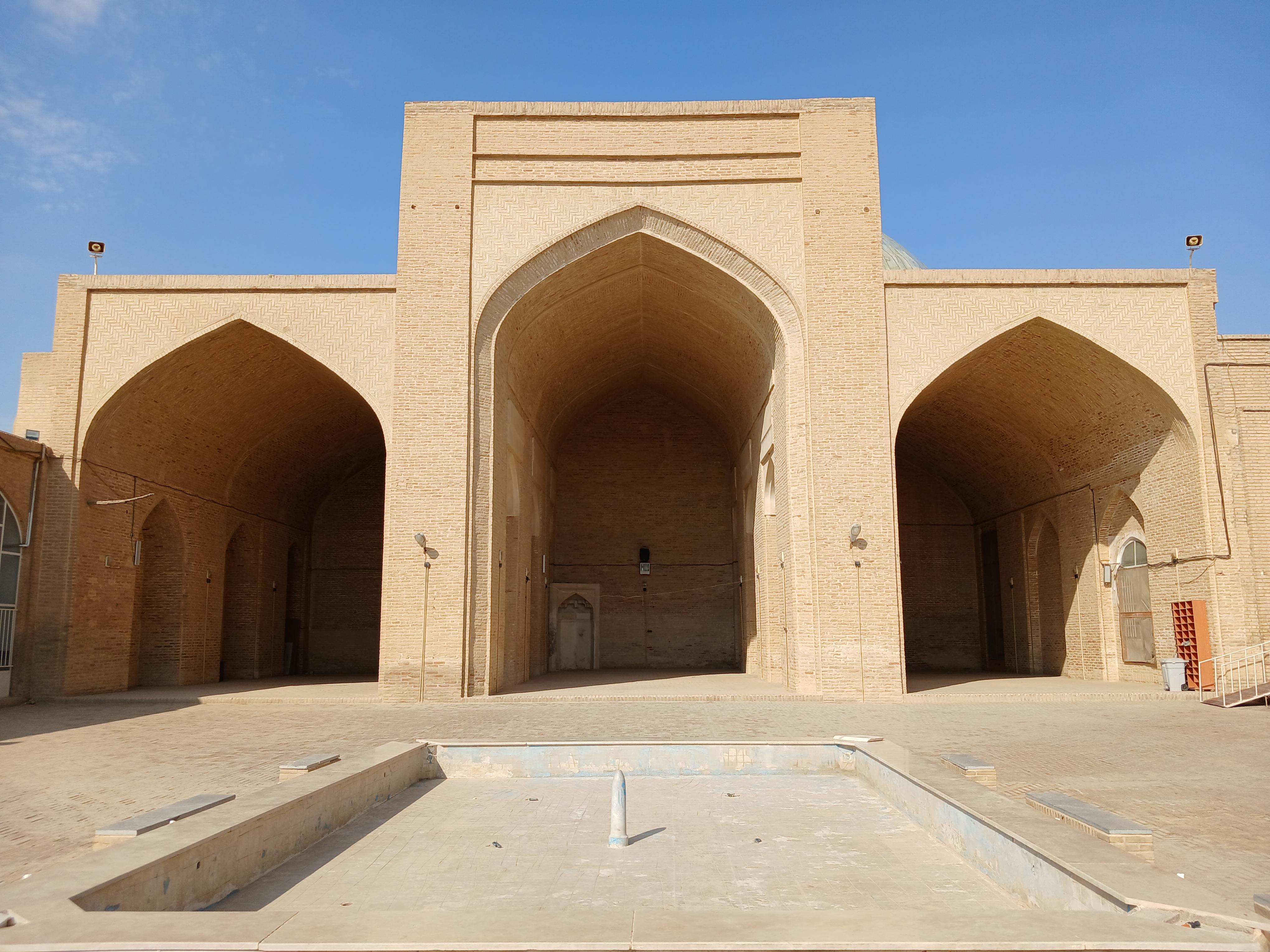
ایوان غزنوی
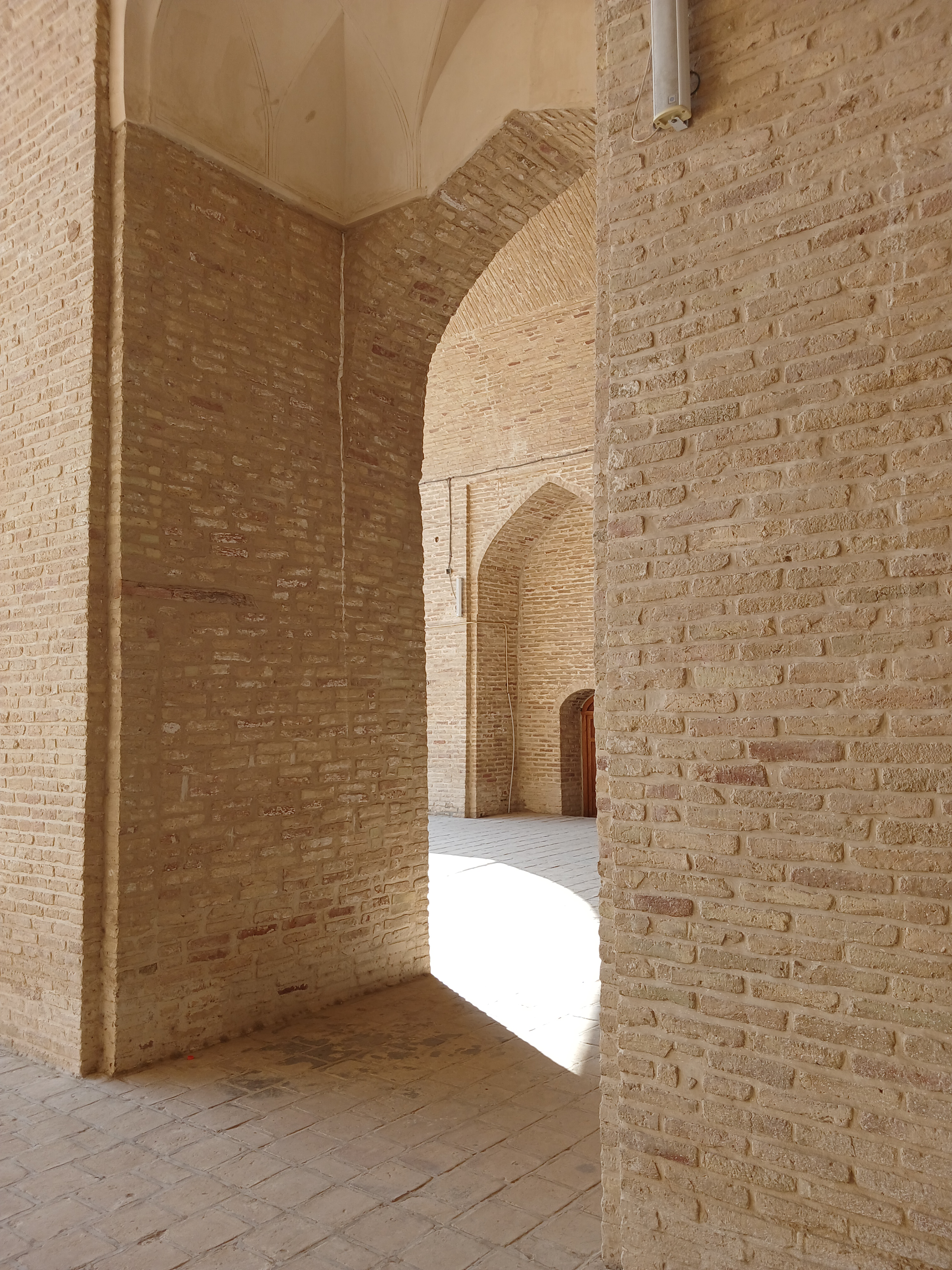